# Afanasijs Kuzmins
Afanasijs Kuzmins (n. 22 martie 1947, Krivošejeva⁠(d), Letonia) este un trăgător de tir leton ce a participat în competiții la categoria tragere cu „pistol 25m viteză”. A devenit campion olimpic la tir la Jocurile Olimpice de vară din 1988 și vicecampion olimpic la tir la Jocurile Olimpice de vară din 1992.
A concurat și la Jocurile Olimpice de vară din 2004 și chiar și la Jocurile Olimpice de vară din 2008. La vârsta de 61 de ani Kuzmins a terminat pe locul al 13-lea la general la cea de a opta sa apariție la olimpiadă. Nici un alt trăgător nu a participat la opt ediții. Patru trăgători au participat la șapte ediții. 
La vârsta de 65 de ani a concurat la Jocurile Olimpice de vară din 2012 încheind pe locul al 17-lea. 

## Rezultate olimpice
| Rezultate olimpice           | Rezultate olimpice | Rezultate olimpice | Rezultate olimpice | Rezultate olimpice  | Rezultate olimpice | Rezultate olimpice | Rezultate olimpice | Rezultate olimpice | Rezultate olimpice |
| Eveniment                    | 1976               | 1980               | 1988               | 1992                | 1996               | 2000               | 2004               | 2008               | 2012               |
| ---------------------------- | ------------------ | ------------------ | ------------------ | ------------------- | ------------------ | ------------------ | ------------------ | ------------------ | ------------------ |
| Pistol 25m viteză            | 4 595              | 6 595              | Aur · 598+100      | Argint · 590+195+97 | 10 585             | 8 585              | 14 574             | 13 565             | 17 569             |
| Pistol cu aer comprimat 10 m | -                  | -                  | -                  | -                   | 29 574             | -                  | -                  | -                  | -                  |